# Kryptolebias marmoratus
El rivulín de manglar, almirante de manglar o rívulo matancero es las especie Kryptolebias marmoratus, un pez de agua dulce y salobre de la familia de los rivulines, en el orden de los ciprinodontiformes.

## Morfología
De cuerpo delgado con una típica mancha oscura rodeada por un anillo de color amarillo en el lado del pedúnculo caudal, justo por delante de la parte superior de la base de la aleta caudal. Los machos pueden alcanzar los 7,5 cm de longitud máxima.

## Distribución geográfica
Se encuentran en manglares de América del Norte, América Central y América del Sur, ampliamente distribuido desde Estados Unidos hasta Brasil, incluidas las Antillas y el mar Caribe.

## Hábitat
Viven en agua dulce y salobre entre 18 y 24°C, de comportamiento bentopelágico cerca de la superficie y no migrador.
Los adultos habitan zanjas de barro de fondo poco profundas, bahías, marismas y otros ambientes de aguas salobres; también en madrigueras de cangrejo, entre hojarasca húmeda y en troncos de mangle en descomposición. Puede soportar una fuerte contaminación de las aguas, encontrándose normalmente en aguas con pobre contenido en oxígeno.
No es un pez estacional. Es difícil de mantener cautivo en acuario.
Son todos machos o hermafroditas, las hembras parece que no existen; sólo alrededor del 5% de una población nacen como machos, después de 3 a 4 años el 60% de los hermafroditas se transforman en machos secundarios por la pérdida de la estructura y la función femenina; la proporción de machos depende de la temperatura del medio ambiente, pues por debajo de 20 °C la mayoría son machos y por encima de 25 °C todos son hermafroditas.